# Нур Інайят Хан
Нур-ун-Ніса Інайят Хан (англ. Noor-un-Nisa Inayat Khan; 1 січня 1914, Москва — 13 вересня 1944, концтабір Дахау) — індійсько-британська розвідниця-радистка, дитяча письменниця, поетеса. З радистів, скинутих у Францію, довше за неї ніхто не зміг протриматися нерозкритим, і довгий час вона була єдиним джерелом розвідувальної інформації з Франції.

## Біографія

### Ранні роки
Нур Інайят Хан народилася 1 січня 1914 року в Москві. Батько — індійський вчитель-суфій Хазрат Інайят Хан походив з князівської індійської мусульманської сім'ї. Мати — біла американка Ора Рей Бейкер (1892—1949) з Альбукерке, яку Хазрат зустрів, подорожуючи Америкою. Одружившись, Ора взяла нове ім'я Аміна Бегум. Нур була старшою дочкою. В кінці травня 1914 року, Хазрат Інайят Хан разом з родиною і братами покинув Росію і подався у Париж, на Міжнародний Музичний Конгрес, де він повинен був представляти індійську музику. Тут їх застала Перша світова війна. Незабаром Нур була вивезена батьками з Парижа в Лондон (Блумсбері). У 1920 році родина оселилася в передмісті Парижа Сюрен, де одним із шанувальників суфізму їм був подарований будинок. Тут Нур Інайят Хан отримала шкільну й університетську освіту в Сорбонні (дитяча психологія), а крім того, спеціальну музичну освіту (арфа, фортепіано, старовинні інструменти Індії) у Паризькій консерваторії.
У 1926 році Хазрат Інайят Хан повернувся в Індію і в 1927 році помер. Був похований в Делі, в кварталі Хазрат Нізамуддін. Коли Нур втратила батька, на її плечі лягла турбота про сім'ю, оскільки мати внаслідок смерті чоловіка на нервовому грунті перестала виконувати хатню роботу.
У 25 років Нур публікує свій перший збірник казок для дітей, будучи постійною авторкою дитячих журналів і передач на французькому радіо, а потім збірку «20 джатак — розповідей про минулі життя Будди», що стала відомою у Західній Європі і перекладена англійською і німецькою мовами.
Після початку Другої світової війни, коли Франція була захоплена німецькими військами, сім'я втекла в Бордо, а звідти морем, 22 червня 1940 року прибула в англійський Фалмут.

### Роки війни
Нур була завербована британським Управлінням спеціальних операцій. 19 листопада 1940 року її приймають на навчання в спеціальний англійський розвідувальний підрозділ WAAF, де вона проходить курс військового радиста. В ході навчання і підвищення кваліфікації вона отримала прізвисько «Нора Бейкер» (за дошлюбним прізвищем матері). Хоча Нур за своїм характером не була повною мірою придатна для розвідувальної діяльності, але в силу прекрасного знання французької мови, вмілої роботи на переносній радіостанції і гострої нестачі досвідчених агентів, вона була десантована 17 червня 1943 року на окуповану німцями територію Франції, звідки вела безперебійний зв'язок з компетентними органами англійської розвідки, навіть незважаючи на провали оточуючих її розвідників. З радистів, скинутих у Францію, довше за неї ніхто не зміг протриматися нерозкритим, і довгий час вона була єдиним джерелом розвідувальної інформації з Франції.
Але знайшовся зрадник, який видав її німецькій контррозвідці.

### Тюремне ув'язнення і смерть
13 жовтня 1943 року Нур була заарештована і допитана в штаб-квартирі німецької контррозвідки (авеню Фош, 84) у Парижі. На допитах Нур вела себе сміливо, двічі намагалася втекти і не видавала шифрувальні коди. Однак, не будучи природженою розвідницею, вона періодично допускала порушення дисципліни і режиму секретності. Так, у кімнаті, де її затримали, був виявлений зошит з зашифрованими і дешифрованними повідомленнями, іншу секретну інформацію слідчі витягли через підставну фігуру нібито стороннього перекладача. Під час повітряного нальоту на Париж 25 листопада 1943 року Нур втекла з місця утримання по дахах будинків, але була впіймана. На відмову підписати документ про те, що вона більше не повторить такого, її депортували 27 листопада в німецький Пфорцхайм і помістили в одиночну камеру. Дев'ять місяців її утримували в наручниках і намагалися схилити до співпраці, але Нур залишалася непохитною.
11 вересня 1944 року розвідниця була перевезена в концтабір Дахау. Перед стратою Нур була жорстоко побита офіцером Вільгельмом Руппертом. Вранці 13 вересня вона була вбита пострілом у потилицю і відразу ж відправлена на спалення.

Бюст Нур Инайят Хан

У центрі Лондона встановлено бронзовий бюст Нур Інайят Хан. На урочистій церемонії відкриття 8 листопада 2012 року була присутня англійська принцеса Анна.

## Нагороди
- Георгіївський хрест (Велика Британія)
- Військовий хрест (Франція)